# Pseudocercospora ubi
Pseudocercospora ubi är en svampart som först beskrevs av Marjan Raciborski, och fick sitt nu gällande namn av Deighton 1976. Pseudocercospora ubi ingår i släktet Pseudocercospora och familjen Mycosphaerellaceae.   Inga underarter finns listade i Catalogue of Life.